# 小森信号場
小森信号場（こもりしんごうじょう）は、かつて福岡県北九州市小倉南区木下にあった、日本国有鉄道（国鉄）日田彦山線の信号場である。1971年（昭和46年）10月に廃止となった。

## 歴史
日田彦山線の輸送力増強対策として設置された。
- 1960年（昭和35年）9月20日：開業[1]。石原町駅管理[1]。
- 1971年（昭和46年）10月：廃止[2]。

## 隣の駅
日本国有鉄道
日田彦山線
石原町駅 - 小森信号場 - 呼野駅